# Sergio Urrego
Sergio David Urrego Reyes (Bogotà, 25 novembre 1997 – Bogotà, 4 agosto 2014) è stato uno studente colombiano che si è suicidato all’età di 16 anni dopo essere stato vittima di omofobia.

## Biografia
Sergio Urrego studiava al Gimnasio Castillo Campestre, luogo dove - secondo diverse lettere che Urrego scrisse prima di suicidarsi - i dirigenti e le persone a loro legate lo discriminavano a causa del suo orientamento sessuale. La morte di Urrego fu diffusa dai media diverse settimane dopo. Il governo nazionale e l'ufficio del procuratore generale della nazione hanno dichiarato che stavano indagando sul caso, che ha generato manifestazioni di rigetto nazionale e internazionale nei confronti di coloro che hanno discriminato nei suoi confronti, in particolare, la scuola in cui Urrego ha studiato.
Alcuni giornalisti hanno messo in dubbio che Urrego si sia suicidato a causa della discriminazione a scuola. Essi si basano sul fatto che nella lettera di addio, della lunghezza di 90 righe, lo studente cita altri diversi motivi, principalmente il suo disagio dovuto a una denuncia di molestie sessuali e l'odio nei confronti della sua famiglia. Dedica solo una frase tra parentesi alla situazione nella sua scuola: "...aggiungendo a ciò i vari problemi che ho avuto ultimamente (soprattutto a scuola) mi hanno spinto al suicidio". Si sostiene anche che prima della crisi che ha subito, Urrego abbia parlato del suicidio sui suoi social network come qualcosa di ammirevole. Le autorità educative hanno stabilito che Sergio Urrego non era stato vittima di omofobia, ma hanno accertato che il suo diritto all'istruzione fosse stato violato.

### Fatti
Secondo i suoi compagni di classe, Sergio Urrego era uno studente con buone prestazioni accademiche e disciplinari, con una buona ortografia ed era noto per essere un lettore incallito. Infatti, dopo la pubblicazione dei risultati dell'esame nazionale ICFES, effettuato il giorno prima del suicidio, si sapeva che aveva ottenuto il decimo miglior punteggio a livello nazionale.
Tuttavia, essere omosessuale ed avere un atteggiamento critico nei confronti dell'autorità (apparteneva a un gruppo studentesco anarchico e denunciava la sua scuola per presunto assenteismo di insegnanti e accuse irregolari) avrebbe potuto renderlo un bersaglio di discriminazione da parte dei dirigenti del Gimnasio Castillo Campestre. Secondo quanto riferito, un insegnante aveva accesso a un telefono cellulare in cui c'era una foto di Urrego che baciava un altro giovane. Si ritiene che la discriminazione sia stata scatenata quando l'insegnante ha mostrato la foto ai funzionari del campus. L'istituto ha deciso di non consentire a Urrego di entrare nella scuola fino a quando i genitori di entrambi i giovani non si fossero presentati. Ciò portò Urrego a confessare la sua relazione ai suoi genitori, che lo sostennero pienamente.
Successivamente, i genitori del giovane apparso nella foto mentre si baciava con Urrego hanno deciso di denunciare il ragazzo per molestie sessuali nei confronti del figlio. Allo stesso modo, la scuola ha denunciato la madre di Urrego, Alba Lucía Reyes Arena, per aver presumibilmente abbandonato la sua casa, poiché risiedeva a Cali.
Urrego ha avuto un esaurimento nervoso ed è stato ricoverato alla clinica Country, dove ha confessato di voler morire.
Il 4 agosto 2014 Sergio Urrego ha lasciato a casa sua diverse lettere, una delle quali recitava:
(Sergio Urrego poco prima della sua morte)
Allo stesso modo, in una lettera indirizzata a sua madre, ha negato le accuse mosse contro di lui dai genitori del suo compagno sentimentale:
(Lettera di Sergio Urrego che allude alle accuse di molestie nei suoi confronti.)
Lo stesso giorno, il 4 agosto 2014, Sergio Urrego si è lanciato dall'ultimo piano del centro commerciale Titán Plaza, situato nel nord-ovest di Bogotá.

## Ripercussioni
La morte di Sergio Urrego ha scatenato giorni di rechazo sia sui social che attraverso manifestazioni nel luogo in cui ha studiato. Quello stesso giorno (4 agosto 2014), la madre di Sergio Urrego, Alba Lucía Reyes Arenas, ha fatto riferimento agli eventi in un'intervista a W Radio. Secondo diversi studenti del decimo e dell'undicesimo anno, alcuni giorni dopo il suicidio, i funzionari della scuola li hanno convocati per dissuaderli dal fare commenti sui social media su quanto accaduto.
L'8 settembre 2014, il rettore del Gimnasio Castillo Campestre, Amanda Castillo, ha rilasciato dichiarazioni pubbliche, negando che la discriminazione fosse stata effettuata dai direttivi della scuola. La facoltà ha accusato la stampa di non essere imparziale e di non tenere conto del loro punto di vista. Quattro giorni dopo, il 12 settembre, più di trecento persone, tra cui studenti e genitori della famiglia della scuola, e militanti dell'Unión Libertaria Estudiantil (sindacato studentesco anarchico di cui faceva parte Urrego), hanno tenuto un sit-in. in segno di protesta contro le prestazioni della scuola e in sostegno della madre di Urrego, Alba Lucía Reyes Arenas.
Il 12 settembre 2014 l'artista venezuelano Daniel Arzola ha reso omaggio a Sergio Urrego in una delle sue opere, realizzando un ritratto di Urrego con la frase: «Ignorare gli abusi ci rende violenti». Giorni prima del suicidio, Urrego aveva condiviso sul suo profilo Facebook un'opera di Arzola, appartenente alla campagna No Soy Tu Chiste, la cui frase recitava: «La mia sessualità non è un peccato, è il mio paradiso». Entrambe le opere sono diventate simboli della lotta contro l'omofobia in Colombia.
Il 15 ottobre 2014, a Birmingham (Regno Unito), la vicepresidente del club dei fans della cantante Lady Gaga, María Paula Reyes Gaitán, ha parlato personalmente con l'artista sul caso di Sergio Urrego, e ha consegnato una lettera sui casi di discriminazione in America Latina. Di conseguenza Lady Gaga, in uno dei suoi concerti a Londra, menzionò il caso davanti ai suoi fans.
Mentre organizzazioni come Colombia Diversa hanno denunciato il caso come un suicidio per omofobia, un'altra parte dell'opinione pubblica vede le denunce che Urrego ha mosso contro la scuola per varie irregolarità e problemi personali e familiari come la causa dell'intera situazione. L'Unión Libertaria Estudiantil ha descritto la sua morte come un "atto politico", qualcosa a cui si riferiva il gruppo Voto Católico; Perché si intende incolpare i direttori dell'istituto per il suicidio di qualcuno che esaltava il suicidio come massima espressione di “libertà”? e ha denunciato la popolarità che le ideologie suicide stanno guadagnando tra gli adolescenti colombiani.

## Indagini e procedimenti penali
L'11 settembre 2014, Colombia Diversa, una ONG per i diritti civili, ha depositato una tutela dinanzi alla Corte Superiore di Bogotá. Successivamente, il 13 settembre 2014, la procura colombiana ha annunciato che avrebbe chiamato la preside della scuola, Amanda Castillo, e un'insegnante della scuola, a comparire per testimoniare su quanto accaduto. Uno dei motivi alla base di questo invito è che il manuale di convivenza del campus non sarebbe appropriato alla Legge 1620 o alla Convivenza Scolastica, che difende il diritto degli studenti “di esercitare una sessualità libera, soddisfacente, responsabile e sana attorno alla costruzione dei loro progetti di vita”. A quel tempo il manuale classifica come «reati gravi» “le manifestazioni d'amore oscene, grottesche o volgari nei rapporti di coppia dentro e fuori dall'istituto” e che tali rapporti dovevano essere autorizzati dai genitori.
Il 15 settembre 2014, l'ufficio del procuratore colombiano ha annunciato che avrebbe effettuato ispezioni presso il Gimnasio Castillo Campestre. Interrogati la preside, lo psicologo e l'insegnante responsabile dell'aula in cui studiava Urrego. Allo stesso modo, sono state esaminate la denuncia per "abbandono di casa" presentata dalla scuola, e la denuncia presentata al Dipartimento dell'Istruzione di Cundinamarca dalla madre dello studente.
Il 24 settembre 2014 il tribunale amministrativo di Cundinamarca, in una sentenza di tutela della madre di Sergio Urrego, ha stabilito che era stato vittima di discriminazione nell'istituto. Ha però negato i risarcimenti richiesti dalla madre, che consistevano nel chiedere scuse pubbliche per la sua esibizione da parte della scuola, e che si tenesse per Sergio Urrego una cerimonia di diploma simbolica e postuma. Allo stesso modo, il tribunale ha negato che il Ministero dell'Istruzione abbia indagato e sanzionato la scuola e, invece, ha esortato il Ministero dell'Istruzione a rivedere se i manuali di coesistenza delle diverse scuole del paese rientrano nel quadro giuridico.
Successivamente, il tribunale emette un'altra sentenza in cui si afferma che Urrego non ha subito discriminazioni sessuali, ma ha sofferto per il suo diritto all'istruzione. Inoltre, l'affermazione della madre del giovane riguardo alla scuola che chiedeva scuse pubbliche per la sua esibizione e che si tenesse per Sergio Urrego una cerimonia di diploma simbolica e postuma. L'istituto è stato anche multato di 32 milioni di dollari.
Il 10 ottobre 2014 si è dimessa la rettrice del Gimnasio Castillo Campestre, Amanda Azucena Castillo, rimanendo ancora sotto indagine della Procura, e in attesa di udienza in tribunale.
Il 21 agosto 2015, la Corte Costituzionale ha annullato la precedente decisione del Consiglio di Stato sostenuta dalla Procura generale e ha accettato alcune petizioni della famiglia. Tra le altre determinazioni, la scuola deve compiere un "atto di riparazione pubblica" in cui “riconoscere le virtù di Sergio e la sua eredità e riconoscere il rispetto che dovrebbe essere dato al suo progetto di vita”. Allo stesso modo, le direttive scolastiche devono dare una dichiarazione pubblica “dove si riconosce che l'orientamento che Sergio ha assunto deve essere pienamente rispettato dal campo educativo”.
In data 11 dicembre 2015 la Corte Costituzionale ha confermato la sentenza favorevole all'Urrego, respingendo l'istanza di annullamento presentata a settembre dalla Procura Generale.

## Conseguenze
Nel 2017 il giornalista Enrique Patiño ha scritto il romanzo Mariposas verdes: El amor no tiene género ispirato alla storia di Sergio Urrego. In quello stesso anno dal romanzo è stato tratto il film Mariposas Verdes, diretto da Gustavo Nieto Roa.
Dal 2019 al Teatro Barraca di Bogotà viene presentata la commedia "Sergio Urrego no está muerto amiga mía", ispirata alla vita e al ricordo di Sergio Urrego, raccontata dalla stessa madre e direttrice della Fondazione creata in suo omaggio.